# Calle de los Cesteiros
La Calle de los Cesteros es una vía urbana peatonal situada en la zona histórica de la ciudad española de Vigo. Se trata de un callejón que recibe su nombre del antiguo comercio de cestas de palangre y otros aparejos que proporcionaban a los pescadores de la ciudad olívica.
Comunica con la Plaza de la Constitución y la de Almeida, y también con la calle de Méndez Núñez. Al final de la calle se encuentra con la Casa Torre de Ceta y Arines, un singular pazo urbano del siglo XV situado en la Plaza de Almeida.

## Historia
Aunque era una calle donde tradicionalmente se localizaban los negocios de cesterías que le daban su nombre, no recibió esta denominación hasta el año 1981, cando dichos negocios comenzaron a desaparecer. Inicialmente se denominó calle de la Amargura, y posteriormente, en 1898, cambió al nombre de calle de Emilio Rubín.
El oficio de la cestería tuvo un gran auge en la ciudad debido a que sus cestos eran empleados tanto en la agricultura como en la pesca. La mayor parte de las familias que se dedicaban a la cestería provenían de Portugal, de gran tradición cestera, y los conocimientos y habilidades se transmitían de padres a hijos, que comenzaban desde muy pequeños con la profesión. Los aparejos realizados de mimbre eran empleados para fabricar cestas, nasas, cestas de palangre y patelas, esta última un tipo cesto para transportar el pescado. En su máximo esplendor, llegaron a coexistir hasta ocho talleres con más de doscientos trabajadores.
Con la llegada del plástico como principal material pesquero, así como la tecnificación y modernización de los aparejos, el oficio de los cesteros fue menguando hasta prácticamente desaparecer. A principios de la década de 2020, solamente quedaba en Vigo una familia de cesteros. Se trata del artesano de origen portugués, Antonio Suárez Davila, cuya familia emigró desde una aldea lusa en 1905. Desde entonces, los objetos de cestería están dirigidos a la venta ornamental y al turismo. 

## Galería de imágenes

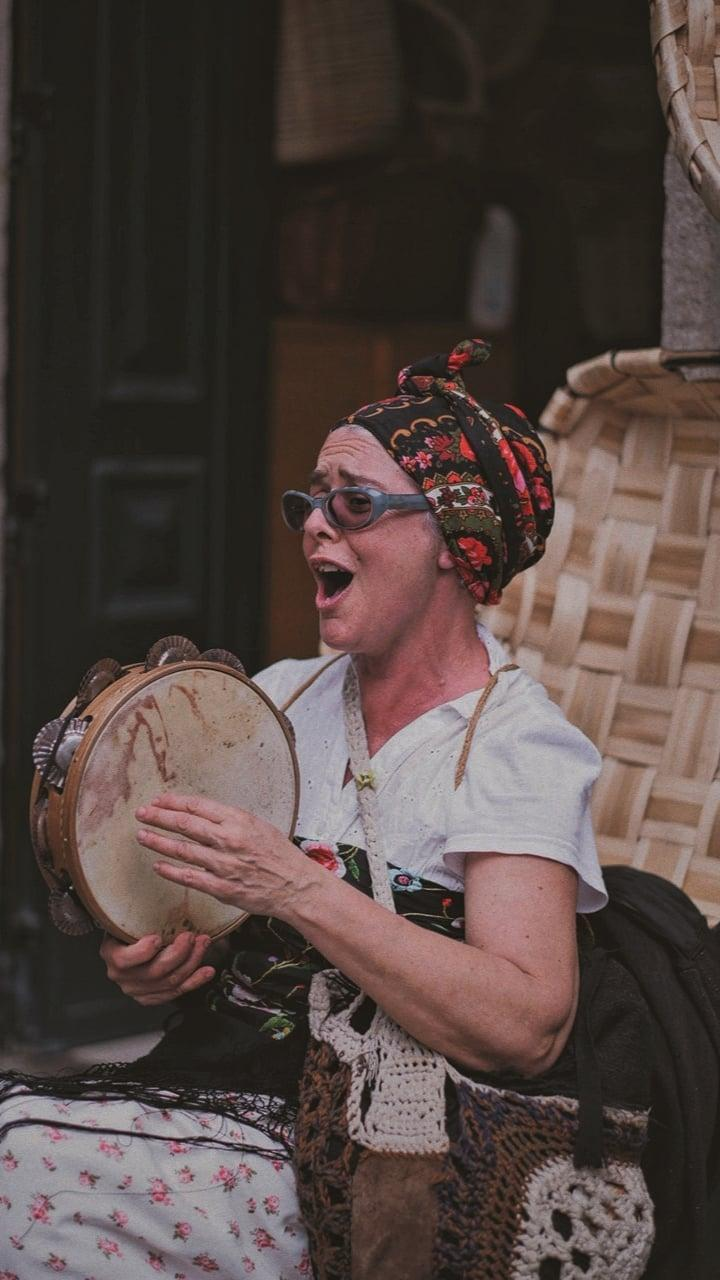